# 합천 덕암정사
합천 덕암정사(陜川 德巖精舍)는 대한민국 경상남도 합천군 대방면에 있는, 조선시대의 건축물이다.
1987년 5월 19일 경상남도의 문화재자료 제168호 덕암정사로 지정되었다가, 2018년 12월 20일 현재의 명칭으로 변경되었다.

## 개요
후세들의 교육과 성리학 연구를 위해 세운 건물이다.
안동 권씨인 권극경 선생이 효종 1년(1650)경 창리마을 뒤 계곡에 '지족당'으로 이름 붙인 초가집으로 시작했으나 그 뒤 1930년 규모를 늘려 창리마을로 옮겼고, 1987년 합천댐 공사로 지금 있는 자리에 옮겨 지었다.
앞면 5칸·옆면 2칸 규모의 건물로, 지붕은 옆면에서 볼 때 여덟 팔(八)자 모양을 한 팔작지붕으로 꾸몄다.

## 참고 문헌
- 합천 덕암정사 - 국가유산청 국가유산포털